# Paul Jakob Rudnick
Paul Jakob Rudnick (* um 1718 in Bütow in Hinterpommern; † um die Jahreswende 1740/1741 in Halle (Saale)) war ein deutscher Schriftsteller.
Rudnick besuchte seit 1730 das Gymnasium in Danzig, wo einer seiner Mitschüler Ewald Christian von Kleist gewesen war. Seit 1736 studierte Rudnick Philologie an der Universität Jena. Als er nach dem Tod seines Vaters in finanzielle Schwierigkeiten geraten war, ging er als Fecht- und Sprachlehrer nach Halle an der Saale. Er arbeitete dort an einem satirischen und lyrischen Werk, in das seine literarischen Freunde Johann Wilhelm Ludwig Gleim, Johann Nikolaus Götz und Johann Peter Uz große Hoffnungen gesetzt hatte, das jedoch aufgrund seines frühen Todes unvollendet blieb und nicht veröffentlicht wurde. Rudnick gilt als Mitbegründer der deutschen Anakreontik.

## Werke
- Der heutige Gegenstand meiner Einbildungskraft. Parodie, veröffentlicht in dem Satireblatt Belustigungen des Verstandes und des Witzes, 1746.

- Ode über die durch Unvorsichtigkeit abgebrannte Kirche zu Glaucha bei Halle. Prosagedicht, veröffentlicht in dem Satireblatt Belustigungen des Verstandes und Witzes, 1746.